# Tanjong Maya
Tanjong Maya (malaiisch Mukim Tanjong Maya) ist ein Mukim (Subdistrikt) des Daerah Tutong in Brunei. Er hat 4.062 Einwohner (Stand: Zensus 2016). Der Mukim wird geleitet von einem Penghulu. Der Amtsinhaber ist Abdul Wahab Apong.

## Geographie
Der Mukim liegt zentral im Norden des Distrikts und grenzt an die Mukim Pekan Tutong im Norden, Kiudang im Osten, Lamunin im Südosten, Ukong im Südwesten und Telisai im Westen. Während das Gebiet im nördlichen Teil stärker besiedelt ist, geht das Land im Süden und Südosten, zum Landesinnern hin, immer mehr in Primärwald über. Der Sungai Tanjong Maya mündet bei Pulau Tanjong Maya von links und Osten in den Mittellauf des Sungai Tutong, der sich von Süden nach Norden durch den Mukim windet und entlang des Flusses sind die meisten Siedlungen entstanden. Nach Südwesten wird der Mukim auch durch das Andulau Forest Reserve begrenzt.

## Verwaltungsgliederung
Der Mukim wird unterteilt in Dörfer (Kampong). Er umfasst die folgenden elf Kampung:
- Bangunggos
- Bukit Sibut
- Bukit Udal
- Liulon
- Lubok Pulau
- Padang
- Pemadang
- Penapar
- Sebakit
- Tanjong Maya
- Tanjong Panjang

Jede dieser Siedlungen hat einen eigenen Postcode erhalten. Es gibt jedoch nur vier echte Dörfer in Tanjong Maya nämlich Bukit Udal, Lubok Pulau, Penapar und Tanjong Maya. Jedes Dorf wird durch einen Ketua Kampung repräsentiert.

## Partnerschaft
- Indonesien, Cimahi